# Plan 9 del espacio exterior
Plan 9 del espacio exterior (Plan 9 from Outer Space) es una película estadounidense de ciencia ficción y terror considerada por muchos críticos como una de las peores películas jamás filmadas.
Fue dirigida en 1956 por el director Ed Wood con un presupuesto limitado de 60.000 dólares. A pesar de haber sido un absoluto fracaso de crítica y taquilla al momento de su estreno, hoy es considerada como una película de culto dentro de los géneros de la ciencia ficción y el terror.
Para el rodaje de esta película Ed Wood volvió a contar con el elenco de intérpretes habitual en cada uno de sus trabajos, tales como el luchador sueco Tor Johnson, Mona McKinnon, Paul Marco y John Breckinridge. Durante la cinta se pueden ver momentos en los que aparece el famoso actor húngaro (aunque por aquella época ya en el olvido) Béla Lugosi, gran amigo del director, que murió antes del rodaje de la película. Como homenaje al actor, Ed Wood decidió incorporar en la película escenas grabadas en los últimos meses de vida de Lugosi en casa de Tor Johnson donde se le puede ver recogiendo flores, así como en una serie de escenas en el cementerio.

## Sinopsis
Unos extraterrestres ponen en marcha el Plan 9 para convertir cadáveres en zombis asesinos. La razón es que los humanos ponen en peligro el equilibrio de la galaxia con sus invenciones bélicas, concretamente con la bomba atómica y la "solaronita", un explosivo todavía no inventado que destruirá el sol y el resto de la galaxia.

## Reparto
- Gregory Walcott como Jeff Trent.
- Mona McKinnon como Paula Trent.
- Duke Moore como el Teniente Harper.
- Tom Keene como el Coronel Edwards.
- Carl Anthony como el Agente Larry.
- Paul Marco como el Agente Kelton.
- Tor Johnson como el Inspector Clay.
- Dudley Manlove como Eros.
- Joanna Lee como Tanna.
- John Breckinridge como Ruler.
- Lyle Talbot como el General.
- David De Mering como Danny.
- Norma McCarty como Edith.
- Bill Ash como el Capitán.
- Lynn Lemon como el Reverendo (en créditos como Reverendo Lynn Lemon).
- Maila Nurmi "Vampira" como Vampira.

## Producción
La película se rodó íntegramente en los Quality Studios en Hollywood, Los Ángeles, California, y los planos de exteriores corresponden a la ciudad de San Fernando, California.
Ed Wood encontró financiamiento para su película en la Iglesia Bautista de Beverly Hills, en nombre de Edward Reynolds y el reverendo Lyn Lemon, quienes tenían en mente desarrollar una serie de films religiosos con el dinero que recaudase la película de Ed Wood.
Antes de empezar a rodar la película, y como condición principal, todo el equipo de rodaje tuvo que bautizarse en una piscina. La película comenzó a rodarse el 11 de agosto de 1956, finalizando el 5 de septiembre del mismo año.

### Elección del resto del reparto

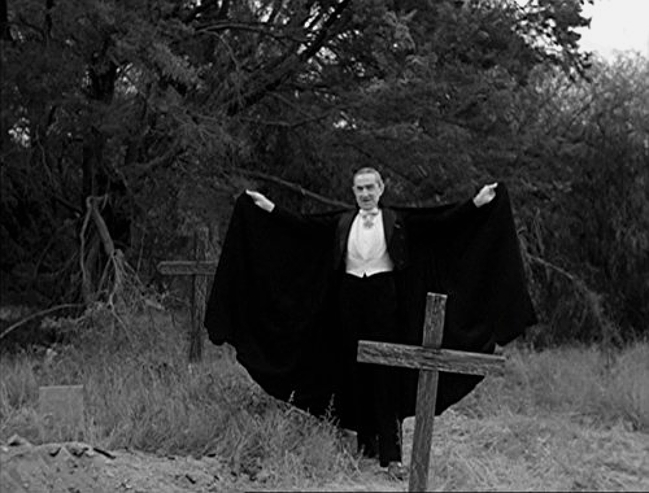
Béla Lugosi en la película.

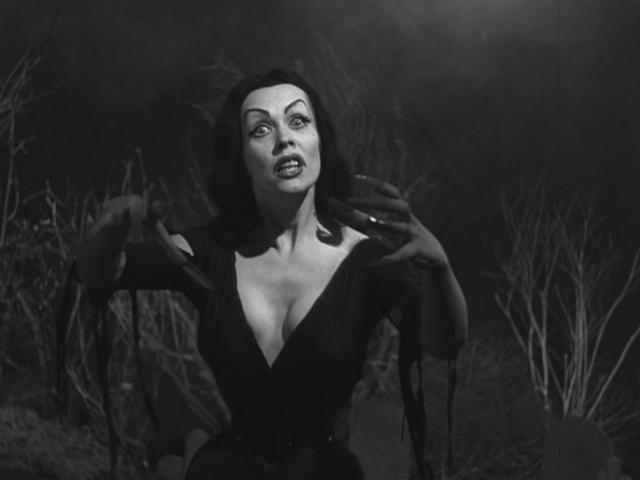
Vampira en la película.

Ed Wood siempre estuvo acompañado por una serie de excéntricos y carismáticos personajes que le acompañaban o colaboraban en la mayoría de sus películas.
Debutaron con el director sus amigos Criswell, el vidente que predijo la muerte de John F. Kennedy, en el papel de narrador; y el peculiar y característico John Breckinridge, íntimo amigo del director, transexual y millonario excéntrico descendiente de un vicepresidente de los Estados Unidos y del fundador de la Wells Fargo en el papel del Emperador.
El actor Béla Lugosi, gran amigo de Wood, sugirió al director la contratación de Maila Nurmi, más conocida en aquella época como Vampira, después de haberla visto por televisión en un programa de terror de la cadena KABC. Cuando Wood le propuso a Vampira actuar en una de sus películas, esta rechazó la proposición. Sin embargo, tiempo más tarde y debido al revés que sufrió su carrera, decidió unirse al particular surtido de colaboradores de Ed Wood, pero puso la condición de aparecer en la película sin tener ningún diálogo, por lo que puede vérsela como uno de los muertos vivientes apareciendo tras los arbustos del cementerio sin decir una sola palabra en toda la obra.
Los productores Edward Reynolds y Lynn Lemon impusieron al joven actor de la Warner Gregory Walcott en el papel de protagonista de la cinta. Asimismo, ambos productores, entusiasmados con el proyecto, decidieron aparecer en la película, donde se los puede ver junto al productor asociado Hugh Thomas excavando tumbas y dándole el último adiós al inspector Clay, papel interpretado por el luchador sueco Tor Johnson.
Pero sin duda, lo más curioso de la elección del reparto para la película fue la elección del hipnotizador y pedicuro Thomas R. Mason como doble de Béla Lugosi, quien había fallecido antes del rodaje de la película. Para evitar confusiones, Mason debía taparse la cara con una capa para que el público no advirtiese que no era Lugosi. Mientras que Lugosi era ya un anciano, Mason era bastante más joven y bastante más alto que él, lo que daba lugar a una serie de planos donde la diferencia entre ambos era por demás notoria.

## Estreno
La película fue estrenada en el teatro Carlton de Los Ángeles el 15 de marzo de 1957 bajo el nombre de Grave Diggers from Outer Space, resultando ser un absoluto fracaso.
Dos años después, en 1959, la D.C.A., recuperó la película bajo el nombre de Plan 9 del espacio exterior. Los productores jamás recuperaron su inversión.

## Errores de la película

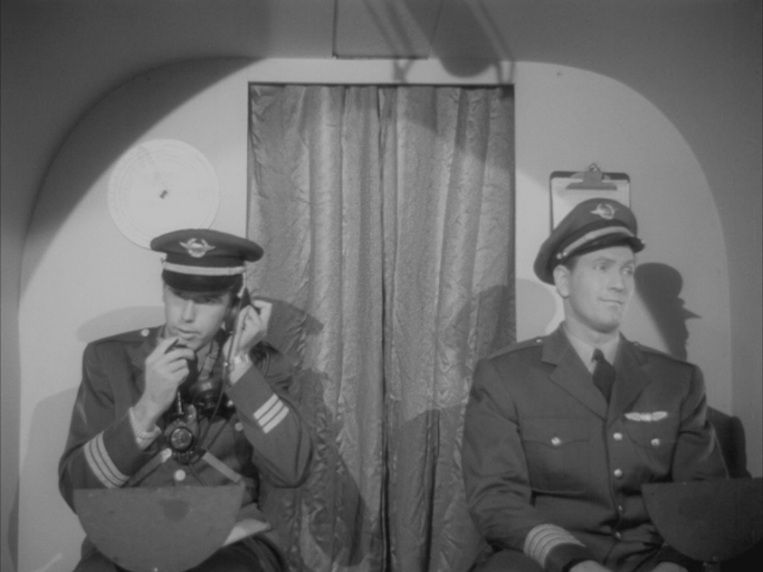
Fotograma donde se ven la cortina en lugar de una puerta y la sombra del micrófono al minuto 04:47. Notar de todas formas que en el formato original en el que se lanzó no entraban en cuadro.

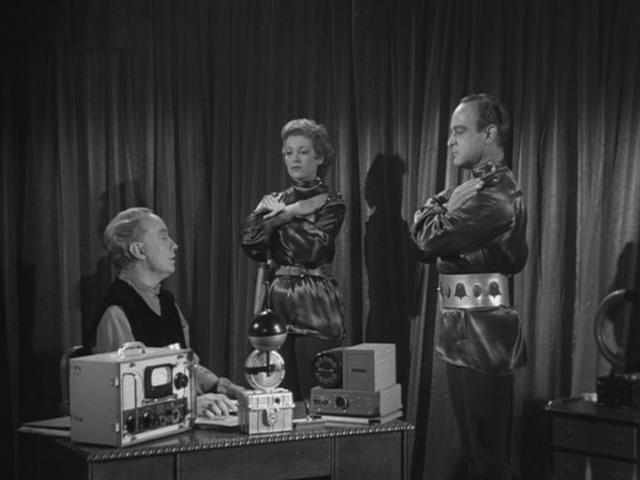
Fotograma de la película con cortinas como escenario.

Pese a su ínfima calidad cinematográfica, y al margen del enorme desconocimiento de la puesta en escena que tenía su artífice, son reseñables algunos errores:
- La cabina de la nave espacial estaba realmente hecha de cartulina.
- En la estación espacial pueden apreciarse un gran número de aparatos electrónicos baratos, entre los que destaca una señal luminosa que robaron de una obra.
- Los platillos volantes son tapacubos movidos con hilos ostensiblemente visibles.
- Algunas de las lápidas y cruces que se ven en la película estaban hechas de papel.
- Cuando la azafata de vuelo entra a la cabina del piloto y le dice que llame por radio para preguntar por su mujer, la cortina se le queda enganchada en el hombro quedando semiabierta, pero en el siguiente cambio de cámara la cortina ya está cerrada.
- El coche de policía cambiaba de modelo de un plano a otro.
- Hay alternancias claramente visibles de día y noche en una misma escena.
- Bunny Breckinridge interpreta sus escenas leyendo, de forma visible, ayudado de un papel pegado en el suelo.